# Fresia (Chili)
Pour les articles homonymes, voir Fresia.
Fresia est une ville et une commune du Chili de la Province de Llanquihue, elle-même située dans la Région des Lacs.

## Géographie

### Situation
La commune de Fresia est située au sud de la Vallée Centrale. Son territoire comprend des collines qui culminent à 700 m de la Cordillère de la Côte (Andes centrales) qui sont bordées à l'ouest par l'Océan Pacifique. Fresia se trouve à 891 km à vol d'oiseau au sud de la capitale Santiago et à 53 km au nord-ouest de Puerto Montt capitale de la Région des Lacs.

### Démographie
En 2012, la population de la commune s'élevait à 11 704 habitants. La superficie de la commune est de 1 279 km2 (densité de 9 hab./km2),.

## Histoire
Le territoire de Fresia qui faisait jusque-là partie intégrante de la commune de Maullin, acquiert le statut de commune en 1927.

## Économie
Les principales activités de la commune rurale de Fresia sont l'agriculture, l'élevage et l'exploitation forestière.

Position de Fresia (en rouge) au sein de la Région des Lacs.